# Mark Steven Rivituso
Mark Steven Rivituso (Saint Louis, 20 de setembro de 1961) é um prelado americano da Igreja Católica Romana. Ele atua como Arcebispo de Mobile.

## Biografia

### Vida pregressa
Mark Rivituso nasceu em 20 de setembro de 1961, em St. Louis, Missouri, filho de August (Gus) e Rosemary Rivituso. Gus Rivituso trabalhou em três empregos para sustentar seus oito filhos. A avó de Mark Rivituso, Rose Darpel, foi uma grande influência em sua vida espiritual. Ele estudou na Escola St. Wenceslaus e depois na Escola Secundária St. Mary, ambas em St. Louis.
Enquanto cursava o ensino médio, Rivituso sabia que queria se tornar padre. Após a formatura, ingressou no Seminário Cardinal Glennon College e no Seminário Kenrick em Shrewsbury, Missouri. Continuou seus estudos para o sacerdócio na Universidade St. Paul, em Ottawa, Ontário. Rivituso obteve o título de mestre em Direito Canônico pela Universidade Saint Paul.

### Sacerdócio
Rivituso foi ordenado sacerdote para a Arquidiocese de Saint Louis pelo Arcebispo John L. May na Catedral Basílica de St. Louis em 16 de janeiro de 1988. A arquidiocese designou Rivituso para tarefas pastorais em várias paróquias do Missouri:
- Vigário paroquial de Santo Ambrósio em St. Louis (1988 a 1990)
- Vigário paroquial na Igreja da Imaculada Conceição em Dardenne Prairie (1990 a 1993). Durante esse período, também se juntou ao corpo docente da Escola Secundária Saint Dominic em O'Fallon.
- Administrador paroquial de Santa Margarida da Escócia em St. Louis (1993 a 1994)[2]

Rivituso retornou a Ottawa em 1994 para continuar seus estudos, recebendo uma Licenciatura em Direito Canônico pela St. Paul em 1996. Após retornar a St. Louis em 1996, ele voltou a se juntar ao Tribunal Metropolitano e foi nomeado vigário paroquial da Paróquia de São Jerônimo em St. Louis.
Após oito anos em Saint Jerome, a arquidiocese transferiu Rivituso em 2004 para servir como padre residente na Paróquia de São Gabriel Arcanjo em St. Louis. O Vaticano o elevou ao posto de prelado de honra em 2005 e o Arcebispo Raymond Leo Burke o nomeou vigário judicial. Rivituso tornou-se pároco do Cura d'Ars em Shrewsbury e vigário geral em 2011. Em 2013, foi nomeado padre residente na Paróquia da Anunciação em Webster Groves, Missouri.

### Bispo Auxiliar de St. Louis
O Papa Francisco nomeou Rivituso bispo titular de Turuzi e bispo auxiliar de St. Louis em 7 de março de 2017. Ele foi consagrado pelo Arcebispo Robert Carlson na Catedral Basílica de St. Louis em 2 de maio de 2017; os principais co-consagradores foram Robert Joseph Hermann, Bispo Auxiliar Emérito em Saint Louis, e Edward Matthew Rice, Bispo de Springfield-Cape Girardeau.

### Arcebispo de Mobile
O Papa Leão XIV o nomeou Arcebispo da Arquidiocese de Mobile em 1 de julho de 2025.